# Mysteriet på Greveholm (datorspelsserie)
Mysteriet på Greveholm är en svensk datorspelsserie som bygger på TV-serien med samma namn. Spelen gavs ut av Young Genius och utvecklades av Vioma och Famlab. Peter Nyrell regisserade spelen medan Dan Zethraeus stod för manuset.
Spelen är pedagogiska med problem som är t. ex. musik-, språk-, teknik- och logistikrelaterade. I Resan till Planutus och Den gamla legenden styr spelaren roboten Sprak som också förekommer i julkalendern, medan spelaren i det första spelet har roboten som medhjälpare.
Spelen fick ett blandat mottagande från kritiker.

## Spel
1. Mysteriet på Greveholm släpptes 1997, utvecklades av Peter Nyrell på Vioma och utgavs av Young Genius på CD för Windows och Mac.[4][1] Spelet hade musik av The Creeps som också skrev musiken till julkalendern.[1]
2. Mysteriet på Greveholm 2: Resan till Planutus släpptes 1998 och utvecklades av Peter Nyrell efter ett manus av Dan Zethraeus på Vioma och utgavs av Young Genius på CD för Windows och Mac.[5][2]
3. Mysteriet på Greveholm 3: Den gamla legenden släpptes 2000 och utvecklades av Peter Nyrell efter ett manus av Dan Zethraeus på Vioma och utgavs av Young Genius på CD för Windows och Mac.[6][3]